# Гражданский (Орловская область)
Гражданский — посёлок в Покровском районе Орловской области России.
Входит в состав Моховского сельского поселения

## География
Расположен севернее административного центра поселения — села Моховое и западнее посёлка Красное Знамя, с которым связан просёлочной дорогой. Рядом с Гражданским берёт начало речка, впадающая в реку Неручь.
В посёлке имеется одна улица — Тополиная.

## Население
| 2010 |
| ---- |
| 0    |